# Бородатый, Василий Порфирьевич
Васи́лий Порфи́рьевич Борода́тый (укр. Василь Порфирійович Бородатий; 15 ноября 1927 — 18 мая 2002) — советский и украинский экономист и педагог, доктор экономических наук (1972), профессор (1973), ректор Одесского экономического университета.

## Биография
Родился 15 ноября 1927 года родился в крестьянской семье в селе Везденьки Проскуровского округа УССР.
В 1943 году ушёл добровольцем на фронт, попал в 118 запасной полк, став в 16 лет сыном полка.
В апреле 1944 года учился в артиллерийской спецшколе в Одессе.
В 1952 году окончил юридический факультет Львовского государственного университета имени И. Франко. В 1952—1953 годах учился на факультете политической экономии Киевского государственного университета.
В 1958 году в Киевском финансово-экономическом институте защитил диссертацию на соискание учёной степени кандидата экономических наук на тему «Трудовые ресурсы колхозов и их использование (на примере колхозов северных районов Николаевской области Украинской ССР)». Впоследствии присвоено учёное звание доцента.
В 1953—1972 годах работал в Николаевском кораблестроительном институте старшим преподавателем, доцентом, а с 1959 года — заведующим кафедрой политической экономии.
В 1972 году защитил диссертацию на соискание учёной степени доктора экономических наук на тему «Чистый доход и проблемы его производства и распределения при социализме: По материалам колхозов». В 1973 году присвоено учёное звание профессора.
В 1972—1999 годах занимал должность ректора Одесского института народного хозяйства (впоследствии — экономического университета).
В 1984—1999 годах был председателем совета ректоров высших учебных заведений Одесского региона.
Академик Академии наук высшей школы Украины.
Умер 18 мая 2002 года в г. Одесса. Похоронен на 2-м христианском кладбище.

## Научная деятельность
Вел исследовательскую работу по экономическим проблемам высшей школы. Некоторые работы:
- Чистий доход і рентабельність колгоспного виробництва/ В. П. Бородатий. — Киев: КДУ, 1971. — 167 с.
- Политическая экономия социализма: Курс лекций. Киев, 1989;
- Совершенствование хозрасчетных отношений в научно-технической сфере. Одесса, 1990;
- Методологические рекомендации по применению контрактной системы организации и оплаты труда научных и педагогических коллективов высших учебных заведений: Научное руководство. Одесса, 1993;
- Экономикс: Учебное пособие. Одесса, 1994 (в соавт.);
- Методичні рекомендації по проблемах удосконалення навчального процесу в умовах ступеневої університетської освіти. Одесса, 1994 (в соавт.);
- Управління персоналом: Навчальний посібник для студентів/ В. П. Бородатий та ін. — Киев: ІЗМН, 1997. — 271 с.
- Ринкові важелі та стимули розвитку господарчих систем. Одесса, 1998.
- Одеський державний економічний університет: Нариси історії/ ред. В. П. Бородатий. — Одесса: ОДЕУ, 2000. — 267 с.

## Награды
- Боевые и государственные награды СССР.
- Почётная Грамота Президиума Верховного Совета Украинской ССР.
- Орден «За заслуги» 3 степени (1996)[2].
- Награда Владимира Великого от Академии наук высшей школы Украины (1996)[5]